# Illanun
Die Illanun (auch: Iranun) sind eine südostasiatische Volksgruppe aus den Philippinen und Malaysia. Sie leben hauptsächlich auf der südphilippinischen Insel Mindanao und im malaysischen Bundesstaat Sabah, der auf der Insel Borneo liegt.
Ursprünglich stammen sie vermutlich aus der Gegend um den Lanao-See auf Mindanao. Ihre heutige Zahl liegt zwischen 1.000.000 und 1.500.000 Personen.
In der Vergangenheit, insbesondere am Ende des 18. Jahrhunderts, betrieben die Illanun Piraterie und waren daher im gesamten südostasiatischen Raum gefürchtet. Das malaiische Wort für Pirat, Lanun, leitet sich wahrscheinlich vom Wort Illanun ab.
Die meisten Illanun sind sunnitische Muslime. Sie sprechen die nach ihnen benannte Sprache Illanun, die zum malayo-polynesischen Sprachzweig der austronesischen Sprachfamilie gehört.
Die Illanun gehören zu den Moros, wie die philippinischen Muslime zusammengefasst genannt werden.